# 金聖氾
金 聖氾（キム スンボム、1979年5月30日 - ）は韓国の柔道選手。階級は100kg超級。身長192cm。体重118kg。

## 人物
2003年のユニバーシアード100kg超級で3位になった。2004年のアジア選手権では決勝で鈴木桂治を技ありで破って優勝するも、アテネオリンピックでは2回戦でイタリアのパオロ・ビアンケッシに合技で敗れると、敗者復活戦でもオランダのデニス・ファンデルヘーストに大内刈で敗れた。世界学生の個人戦では3位だったが、団体戦で優勝した。2005年の世界選手権では2回戦でロシアのアレクサンドル・ミハイリンに総合負けするも、エキシビションの団体戦では優勝した。2006年のワールドカップ団体戦で3位になると、アジア大会の無差別では決勝でイランのマフムード・ミランを効果で破って優勝した。2007年のユニバーシアードでは優勝した。2008年のアジア選手権で3位になったが、北京オリンピックでは2回戦でエストニアのマルティン・パダルに足車で敗れた。

## 主な戦績
- 2000年 - 韓国国際　3位(100kg級)
- 2001年 - 韓国国際　3位
- 2003年 - ユニバーシアード　3位
- 2003年 - アジア選手権　3位
- 2003年 - 韓国国際　優勝
- 2004年 - アジア選手権　優勝
- 2004年 - 韓国国際　優勝
- 2004年 - 世界学生　個人戦　3位　団体戦　優勝
- 2005年 - 世界選手権　団体戦(エキシビション)　優勝
- 2006年 - ワールドカップ団体戦　3位
- 2006年 - アジア大会　無差別　優勝
- 2007年 - アジア選手権　100kg超級　3位　無差別　優勝
- 2007年 - ユニバーシアード　優勝
- 2008年 - アジア選手権　3位
- 2008年 - 韓国国際　3位
- 2010年 - ワールドカップ・マイアミ　優勝

(出典)。